# ポッターモア

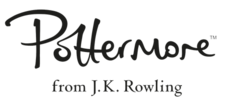
ロゴ

ポッターモア（Pottermore）は、小説『ハリー・ポッター』シリーズの世界が楽しめるウェブサイトである。著者J・K・ローリングとソニーの合弁事業であり、誰でも無料で登録することができる。今では850万人以上の人が加入している。2015年9月22日まで日本語版が存在していた。

## pottermore .com
自分の寮や杖を決めることができる。決闘、魔法薬の調合、冒険ができる。
また、談話室や大広間でほかのポッターモアに入っている人と話したりできる。

## pottermore shop
『ハリー・ポッター』の電子書籍の販売窓口。当初はここでしか電子書籍は取り扱われていなかったが、のちにAmazon Kindleなど他のサイトでも扱われるようになった。

## pottermore insider
ポッターモアのブログ。pottermore.comの問題点の解決法なども載っている。